# 兵庫県道529号八代石井線
兵庫県道529号八代石井線（ひょうごけんどう529ごう やしろいしいせん）は、兵庫県豊岡市を通る一般県道である。

## 概要
豊岡市日高町八代から豊岡市日高町石井に至る。

### 路線データ
- 起点：豊岡市日高町八代（兵庫県道1号日高竹野線交点）
- 終点：豊岡市日高町石井（石井交差点、国道482号交点）
- 総延長：4.342 km

## 地理

### 通過する自治体
- 豊岡市

### 交差する道路
| 交差する道路          | 交差する場所 | 交差する場所      |
| --------------------- | ------------ | ----------------- |
| 兵庫県道1号日高竹野線 | 日高町八代   | 起点              |
| 国道482号             | 日高町石井   | 石井交差点 / 終点 |

### 沿線
- 八代川